# Brain Research
A Brain Research é uma revista científica revisada por pares, com foco em vários aspectos da neurociência. Publica relatórios de pesquisa e "minireviews". O editor-chefe é Matthew J. LaVoie.
Até 2011, as revisões completas eram publicadas na Brain Research Reviews, que agora está integrada à seção principal, embora com numeração de volume independente. Em 2006, quatro outras seções de periódicos semi-independentes previamente estabelecidas (Cognitive Brain Research, Developmental Brain Research, Molecular Brain Research e Brain Research Protocols) foram fundidas com o Brain Research.
A revista possui nove subseções principais:
- Sistemas Celular e Molecular
- Desenvolvimento, Regeneração e Envelhecimento do Sistema Nervoso
- Neurofisiologia, Neurofarmacologia e outras formas de comunicação intercelular
- Organização Estrutural do Cérebro
- Sistemas sensoriais e motores
- Sistemas Regulatórios
- Neurociência Cognitiva e Comportamental
- Neurociência relacionada a doenças
- Neurociência Computacional e Teórica

## Abstração e indexação
Brain Research é abstraído e indexado em:
- BIOSIS
- Chemical Abstracts
- Current Contents/Life Sciences
- EMBASE
- Elsevier BIOBASE
- MEDLINE
- PASCAL
- PsycINFO
- Scopus